# Leandro Marconi (Architekt, 1834)
Leandro Jan Marconi (* 23. April 1834 in Warschau; † 8. Oktober 1919 in Montreux) war ein polnischer Architekt, der vor allem in seiner Geburtsstadt wirkte.

## Leben
Leandro war ein Sohn von Enrico Marconi sowie der Bruder von Władysław Marconi und Karol Antoni Marconi. Seine Mutter war die aus Schottland stammende Małgorzata (Margaret) Heiton (1807–1884). Ein Vetter war der Bildhauer Leonard Marconi.
Nach dem Schulabschluss an einem Warschauer Realgymnasium begann Marconi seine Ausbildung als Architekt. Er erlangte die von den russischen Machthabern eingeführten Berufsklassen Baumeister I. Klasse und Baumeister II. Klasse. Bei seiner Ausbildung wurde er von seinem Vater unterstützt, von dem er in dessen Projekte mit einbezogen wurde. So arbeiteten die beiden an dem Entwurf zum Hotel Europejski. Zusammen mit seinem Vater und Jan Kacper Heurich war er auch am Umbau der Gemeinde-Kirche (St.-Anna-Kirche) in Wilanów beteiligt.
Sein erstes großes, eigenes Projekt war das der Villa Rau an den Aleje Ujazdowskie. Folgend baute er die Villa seines Bruders um und errichtete den monumentalen Sitz der Bank Handlowy an der Kreuzung der Ulica Traugutta und Czackiego. Er baute ein Palais in der Ulica Foksal für Konstanty Zamoyski sowie den Sobański-Palast und den Branicki-Palast an der Aleja Legionów. Für Gracjan Unger errichtete er 1881 ein Galeriegebäude im Ehrenhof des Warschauer Potocki-Palastes. Sein herausragendes Werk sollte aber die Errichtung der Großen Warschauer Synagoge werden. Später baute er Kirchen auch außerhalb Warschaus und betreute mehrere Jahre lang die Renovierungsarbeiten am Wilanów-Palast.
Marconi war ein bedeutender Vertreter des eklektischen Baustils mit Einflüssen der italienischen Renaissance und des Klassizismus. Er war mit Bronisława Osikowska (1838–1902) verheiratet.

## Bauten (Auswahl)

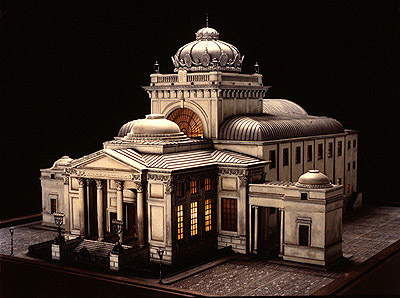
Modell der Großen Synagoge in Warschau
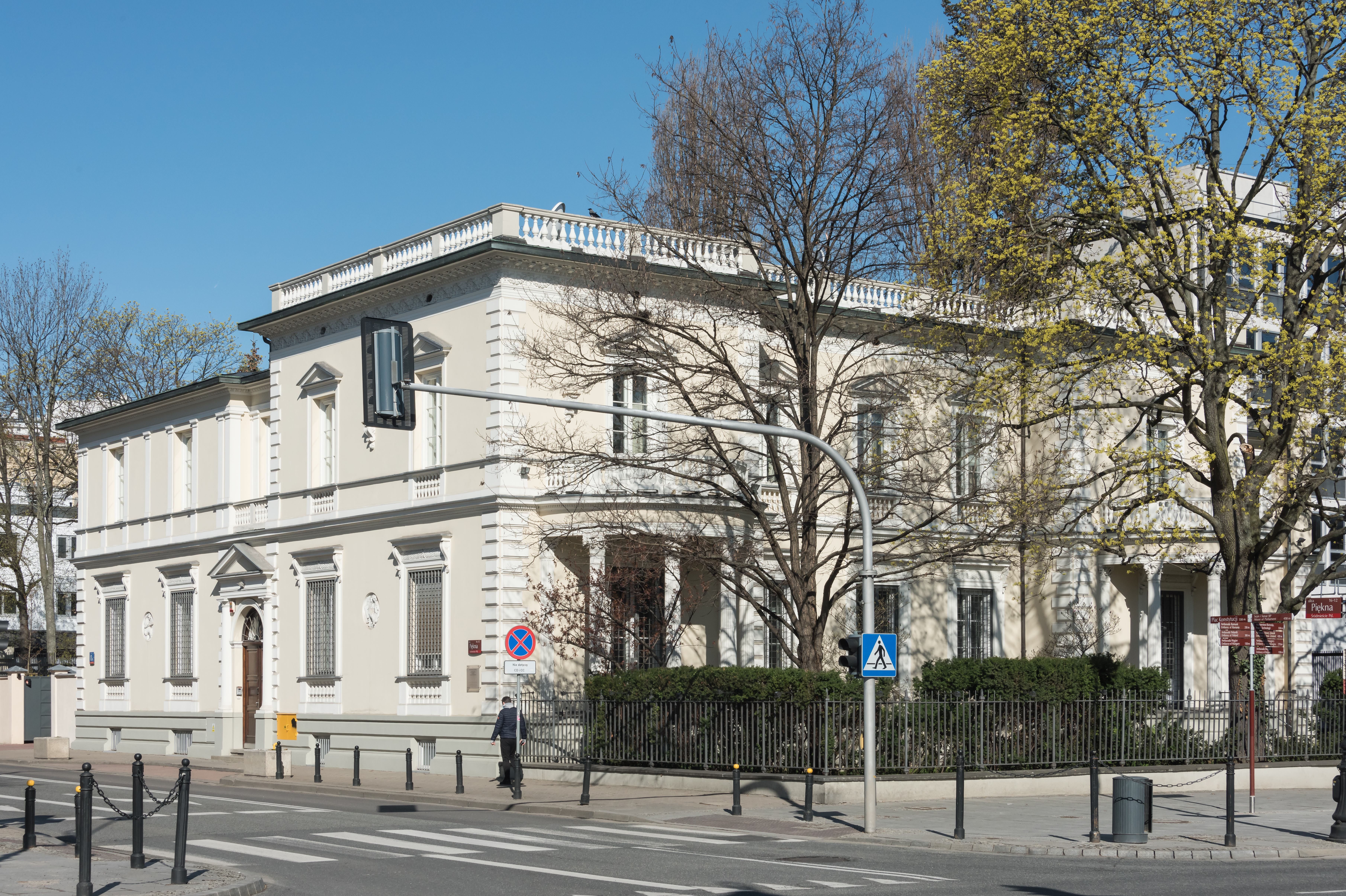
Rau-Palais
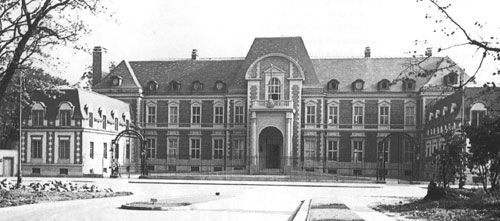
Branicki-Palast
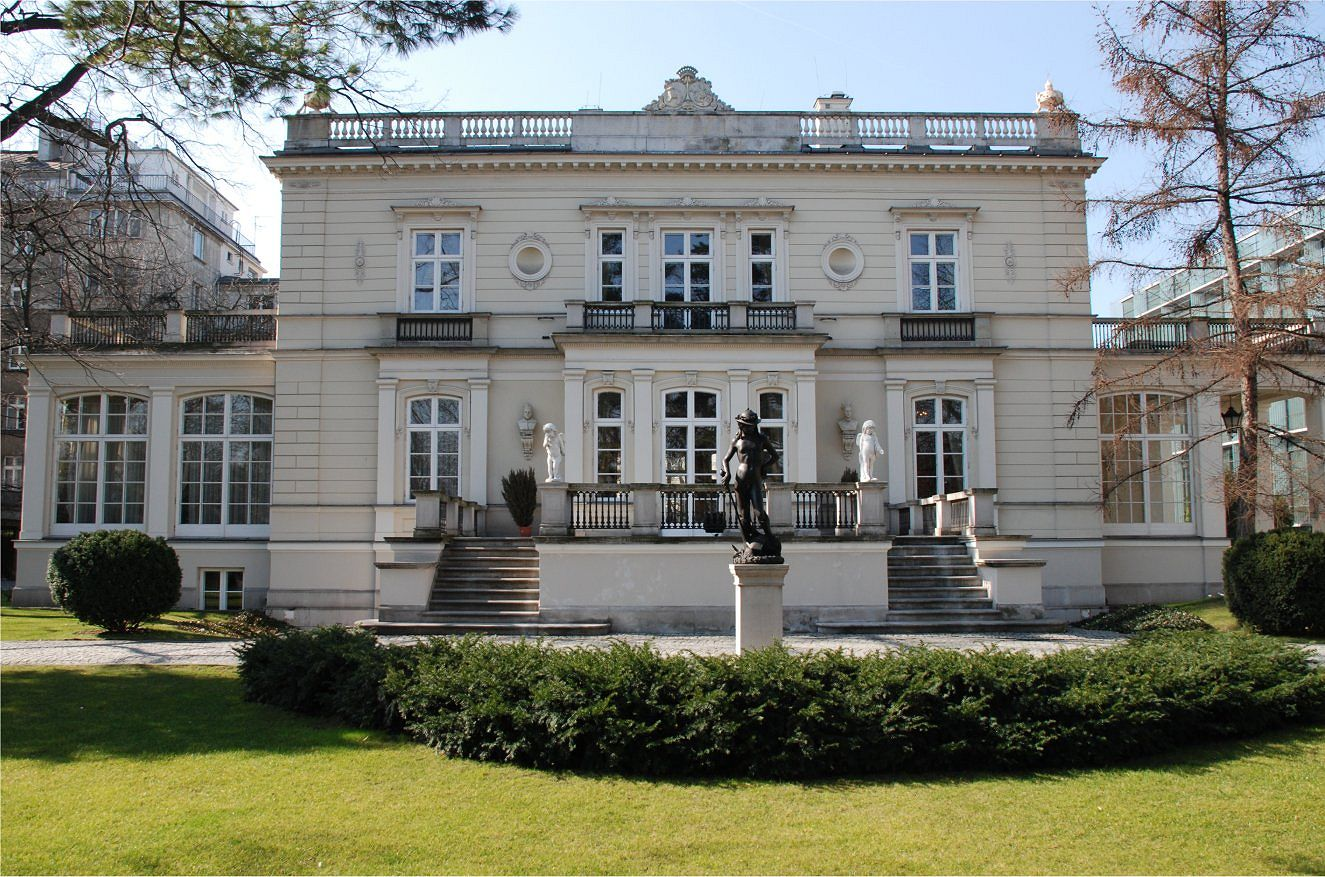
Sobański-Palais
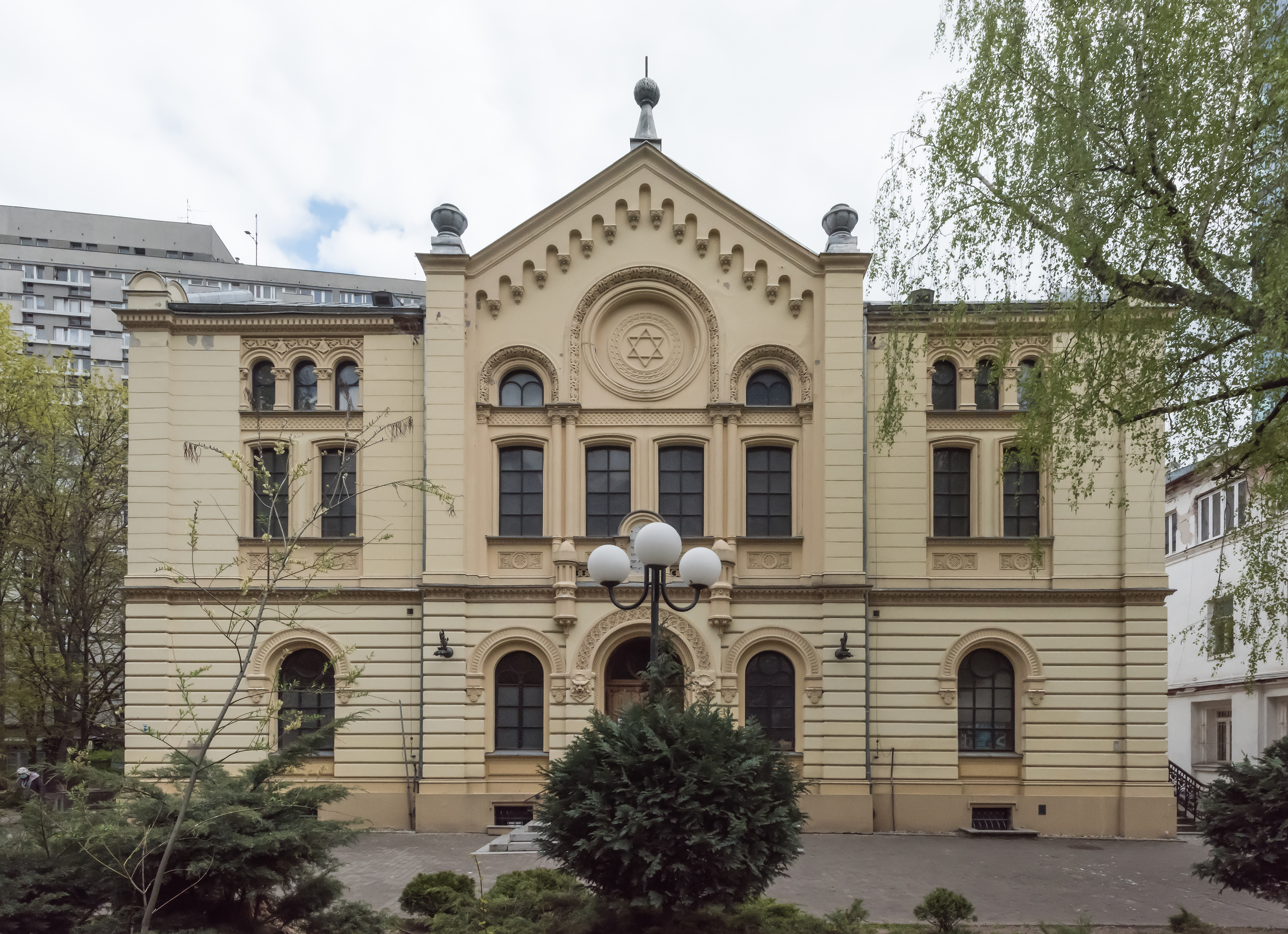
Nożyk-Synagoge
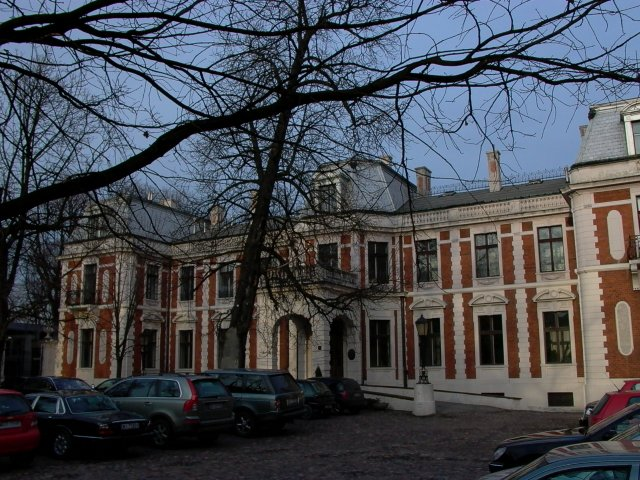
Zamoyski-Palais in der Foksal-Straße